# Агрессивное вождение
Агрессивное вождение — откровенно агрессивное поведение водителя, которое проявляется непосредственно во время управления транспортным средством и граничит с преступными намерениями — причинить вред другому водителю и/или его автомобилю.   
На рассмотрение Госдумы РФ был подан законопроект, предлагающий ввести ответственность за агрессивное управление транспортным средством.
Поправки в Административный кодекс в Госдуму внесли представители ЛДПР. Предлагалось ввести ответственность за управление транспортным средством, создающее угрозу аварийной ситуации, (агрессивный метод вождения). Однако предложение не было утверждено, сначала необходимо интегрировать сам термин «агрессивное вождение» в ПДД.

## Формы агрессии за рулём
Часть проявлений агрессии уже урегулирована. Так, ПДД запрещают препятствовать обгону, пользоваться звуковым сигналом без необходимости предотвращения аварии, перестраиваться без необходимости обгона или поворота и создавать иные помехи.
Остальные проявления пока не включены в ПДД:
- Соревнование — совершение обгона в ответ на обгон, демонстративное ускорение со светофора.
- Воспитание — сознательное резкое перестроение, «подрезание», торможение, уменьшение бокового интервала, в ответ на манёвры других водителей, как ошибочные, так и соответствующие ПДД. При встрече двух «воспитателей», стремящихся проучить друг друга, риск аварии повышается многократно.
- Неуважение — нецензурные реплики, неодобрительные звуковые и световые сигналы следующему рядом водителю в ответ на его манёвры.
- Игра в шашки — езда на многополосной дороге со скоростью, заметно превышающей скорость потока, с многочисленными перестроениями из одного ряда в другой для опережения попутных автомобилей.
- Проезд «вне очереди» — объезд пробки по встречной полосе или по обочине, вклинивание в плотный поток машин в соседнем ряду, выезд на перекрёсток и поворот с объездом другого автомобиля, ещё не завершившего манёвр.
- Световая агрессия: игнорирование правила о переключении света фар с дальнего на ближний при встречном разъезде или использование нештатной светооптики, которая ослепляет встречных водителей даже в режиме ближнего света.
- Проезд перекрёстков с резким ускорением на последних секундах разрешающего сигнала.

## Причины агрессии
Многие психологические факторы влияют на агрессивное вождение, и причины их кроются в эволюционных механизмах. Люди, как и многие другие виды животных, склонны к территориальности и рассматривают своё средство передвижения как продолжение своей личной области. Ощущая угрозу со стороны водителей других транспортных средств они реагируют агрессивно, что является проявлением инстинкта самозащиты. Таким образом к распространённым причинам агрессивного вождения относятся:
- Желание получить удовольствие от езды на большой скорости или от серии маленьких «побед» над другими участниками движения.
- Желание продемонстрировать способности своего автомобиля и своё водительское мастерство.
- Искажённое представление о приоритетах: «преимущество на дороге имеют те, чей автомобиль больше, дороже, мощнее или быстрее».
- Искажённое представление о безопасности движения: «в аварии попадают только слабаки и трусы, настоящий водитель не попадёт в аварию, даже если будет нарушать правила».

Считается, что неприятные ситуации, с которыми сталкиваются водители автомобилей, действуют как катализатор агрессивного поведения. С другой стороны, подходы к социальному обучению утверждают, что агрессия — это усвоенная реакция через наблюдение или имитацию поведения других людей.